# 隊友会
公益社団法人隊友会（たいゆうかい）は、自衛隊退職者を中心として活動しており、防衛及び防災関連施策等に対する各種協力、調査研究及び政策提言、隊友紙及び防衛関連書籍の発刊などを実施している。会長及び理事長は防衛庁長官（現防衛大臣）及び統合幕僚会議議長、陸上幕僚長経験者が就任する（後述の各節参照）。
防衛協会、自衛隊家族会とともに自衛隊協力3団体とよばれることがある。

## 目的
自衛隊員（自衛官をはじめ防衛省職員を含む）のOB組織であるが同法人定款により“国民と自衛隊のかけ橋”となることを第一の目的としている。

## 事業
隊友会の事業は下記のとおり。
- 防衛及び防災関連施策等に対する各種協力
- 安全保障特に防衛に関する調査研究及び政策提言
- 自衛隊諸業務に対する各種協力
- 隊友紙及び安全保障特に防衛関連書籍の発刊
- 予備自衛官等に関する支援
- 殉職自衛隊員及び戦没者等の慰霊顕彰に関すること
- 殉職自衛隊員の遺族に対する援助
- 地域社会の健全な発展に寄与すること
- 会員の福祉厚生、相互扶助及び親睦に関すること
- その他本会の目的を達成するにふさわしい事業

### 近年の取り組み
近年は隊友会員が自衛隊大分地方協力本部や新潟地方協力本部より災害情報官及び災害情報ネットワーク通報者の委嘱を受ける事例もある他、自治体と隊友会の協定に基づき、特定の職位を委嘱される事例も見られる。北海道では2016年4月1日付けで、北海道隊友会連合会の札幌地方隊友会の会員5名に対し、非常勤の特別職地方公務員たる危機対策支援員の委嘱が行われている。これは北海道が進める「振興局の総合的な防災訓練」(市町村や防災関係機関を含む災害対策本部訓練)や「振興局と市町村の防災担当職員の合同研修」、「災害時の市町村支援」等の事業を円滑にするため、退職自衛官たる隊友会員の知識・経験を活かすことを目的としている。危機対策支援員には主に、①北海道振興局の訓練シナリオの作成やコントローラー役として企画・実施を支援するほか②大規模災害時には災害対策アドバイザーとして市町村の対応の支援、③防災研修や市町村の防災トップセミナー等での講演などが挙げられる。
2015年5月、地方組織東京都隊友会は「美しい日本の憲法をつくる東京都民の会」の発起団体のひとつとなり、憲法改正を求める署名運動を開始した。2017年11月15日、国防軍明記・軍事裁判所設置・緊急事態条項創設など憲法改正を含む内容の政策提言書を偕行社・水交会・つばさ会と合同して防衛大臣小野寺五典に手渡した。

## 沿革
- 1960年（昭和35年）防衛庁所管の社団法人として発足
- 2011年（平成23年）4月1日：公益法人制度改革により公益社団法人となる。

## 構成
- 正会員：退職自衛官・自衛隊員、公募予備自衛官のうち入会を希望する者
- 賛助会員：自衛隊員のうち入会を希望する者
- 特別会員：同会の活動に賛同する法人・個人

## 組織
- 本部
- 県隊友会等（各都府県に1つずつ、北海道に5つ）
  - 地域支部（各市区町村に1つずつ）
  - 職域支部

## 歴代会長
1. 木村篤太郎
2. 江﨑真澄
3. 池田行彦
4. 瓦力（2004年6月～2012年6月）
5. 西元徹也（2012年6月～2018年6月）
6. 藤縄祐爾 (2018年～）

## 歴代理事長
- 木村篤太郎：1960年-1974年
- 江﨑真澄：1974年-1993年
- 池田行彦：1993年-2000年
- 瓦力：2000年-2004年
- 冨澤暉：2004年-2011年
- 藤縄祐爾：2011年-2016年
- 先崎一：2016年-2019年
- 折木良一：2019年-2023年
- 岩﨑茂：2023年-